# Monte Dinero
Monte Dinero est un village à l'extrême sud de la Patagonie en Argentine, dans la Province de Santa Cruz.
Il a été fondé vers 1880 par des descendants de pionniers écossais.
C'est le point continental le plus au sud de l'Argentine.